# Erdal Öz
Erdal Öz (* 26. März 1935 in Yıldızeli, Provinz Sivas; † 6. Mai 2006 in Istanbul) war ein türkischer Schriftsteller und Verleger.

## Leben
Öz stammte aus Anatolien. Die Grundschule besuchte er in Uzunköprü und Muğla, die Mittelschule in Antalya und er absolvierte das Gymnasium in Tokat. Öz studierte zunächst Rechtswissenschaften an der Universität Istanbul beendete sein Studium allerdings an der Universität Ankara. Öz war politisch links und war aufgrund seiner Stellungnahmen nach dem Militärputsch in der Türkei 1971 acht Monate in Untersuchungshaft und wurde gefoltert, aber in einem Gerichtsprozess freigesprochen. Diesem Lebensabschnitt widmete er das Buch Defterimde Kuş Sesleri (2003).
1981 gründete er den Verlag Can Yayınları, wo viele renommierte Autoren veröffentlichen sollten u. a. Orhan Pamuk und Yaşar Kemal. Öz verfasste u. a. Romane, Gedichte und Erzählungen. Er starb 2006 an einem Lungenleiden.
Er war verheiratet mit einer aus großbürgerlichen Verhältnissen stammenden Istanbulerin.

## Auszeichnungen
- 1975: Orhan-Kemal-Literaturpreis für Yaralısın
- 1998: Sait-Faik-Literaturpreis für Sular Ne Güzelse
- 2001: Sedat-Simavi-Preis für Literatur für Cam Kırıkları

## Werk (Auswahl)
- 1960: Yorgunlar (Die Erschöpften)
- 1960: Odalarda (In den Zimmern)
- 1974: Yaralısın (Du bist verwundet. Der Roman behandelt die Folter.)
- 1976: Deniz Gezmiş Anlatıyor
- 1976:  Allı Turnam (Reisebericht über die UdSSR)
- 1986: Gülünün Solduğu Akşam
- 2003: Defterimde Kuş Sesleri (Vogelstimmen in meinem Heft)

## Erdal-Öz-Literaturpreis
2008 lobte der Verlag Can Yayinlari den Erdal-Öz-Literaturpreis aus.